# Johnny Whitworth
Johnny Whitworth (Charleston, 31 ottobre 1975) è un attore e produttore cinematografico statunitense.

## Biografia
Figlio di genitori divorziati, trascorse i suoi primi anni nel suo luogo di nascita, a Charleston, South Carolina, con la madre. Una volta cresciuto, e di età superiore, si trasferisce a Dallas, Texas, con suo padre. Nel 1991, all'età di 16 anni, ha vinto il 1st Young and Modern Man Contest.
Poco dopo, si trasferisce a Los Angeles con la madre e a 18 anni inizia la sua carriera di attore, recitando in due episodi della serie televisiva di Cinque in famiglia. Però il suo esordio al cinema è stato con il film Mariti imperfetti nel 1995. In quello stesso anno, ha recitato nel film Empire Records.
Nel 1997 recita nel film L'uomo della pioggia. Nel 1998 appare nel film Hell's Kitchen - Le strade dell'inferno, accanto ad Angelina Jolie. A partire dal 2006 prende parte alla serie televisiva CSI: Miami, dove interpreta il personaggio ricorrente del detective Jake Berkeley.
È apparso in numerose serie televisive quali Cinque in famiglia, NYPD - New York Police Department, The Shield, Cold Case - Delitti irrisolti, Numb3rs e Senza traccia.
Nel 2007, è comparso nel film Quel treno per Yuma, con Christian Bale e Russell Crowe, e nel 2009 è apparso nel film Gamer con Gerard Butler.
Ultimamente è apparso nei film Locked In, Valley of the Sun, e Limitless. Nel 2012 ha interpretato il villain Blackout nel film della Marvel Comics, Ghost Rider - Spirito di vendetta.
Appare, a partire dal 2014, nella serie tv The 100 nel ruolo di Cage Wallace, figlio del Presidente Wallace all'interno del Mt. Weather.

## Filmografia

### Cinema
- Mariti imperfetti (Bye Bye Love), regia di Sam Weisman (1995)
- Empire Records, regia di Allan Moyle (1995)
- Somebody Is Waiting, regia di Martin Donovan (1996)
- L'uomo della pioggia - The Rainmaker (The Rainmaker), regia di Francis Ford Coppola (1997)
- Hell's Kitchen - Le strade dell'inferno (Hell's Kitchen), regia di Tony Cinciripini (1998)
- Out in Fifty, regia di Bojesse Christopher (1999)
- Me and Will, regia di Melissa Behr e Sherrie Rose (1999)
- Shadow Hours, regia di Isaac H. Eaton (2000)
- Valentine - Appuntamento con la morte (Valentine), regia di Jamie Blanks (2001)
- The Anarchist Cookbook, regia di Jordan Susman (2002)
- AKA Birdseye, regia di Fred Ward (2002)
- Kiss the Bride, regia di Vanessa Parise (2002)
- Factory Girl, regia di George Hickenlooper (2006)
- Quel treno per Yuma (3:10 to Yuma), regia di James Mangold (2007)
- Pathology, regia di Marc Schölermann (2008)
- Reach for Me, regia di Levar Burton (2008)
- Gamer, regia di Mark Neveldine e Brian Taylor (2009)
- The Things We Carry, regia di Ian McCrudden (2009)
- Locked In, regia di Suri Krishnamma (2010)
- Valley of the Sun, regia di Stokes McIntyre (2011)
- Limitless, regia di Neil Burger (2011)
- Ghost Rider - Spirito di vendetta (Ghost Rider: Spirit of Vengeance), regia di Mark Neveldine e Brian Taylor (2011)
- Deadly Spa - Weekend da incubo, regia di Marita Grabiak (2013)
- Bad Hurt, regia di Mark Kemble (2015)
- Finding Her, regia di Vlad Feier (2016)

### Televisione
- Birdland - serie TV, 1 episodio (1994)
- Cinque in famiglia (Party of Five) - serie TV, 2 episodi (1994)
- Gun - serie TV, 1 episodio (1997)
- NYPD - New York Police Department (NYPD Blue) - serie TV, 1 episodio (2001)
- Providence - serie TV, 1 episodio (2001)
- The Shield - serie TV, 1 episodio (2002)
- Wuthering Heights - film TV, regia di Suri Krishnamma (2003)
- The Handler - serie TV, 1 episodio (2003)
- Cold Case - Delitti irrisolti (Cold Case) - serie TV, 1 episodio (2005)
- Numb3rs - serie TV, 1 episodio (2005)
- Senza traccia (Without a Trace) - serie TV, 1 episodio (2006)
- CSI: Miami - serie TV, 12 episodi (2006-2010)
- Ny-Lon - film TV, regia di Larry Shaw (2008)
- La terra dei fuorilegge - film TV, regia di Adam Arkin e Michael Dinner (2012)
- The 100 - serie TV, 10 episodi (2014-2015)
- Blindspot - serie TV, 5 episodi (2015-2016)

### Produttore
- Valley of the Sun, regia di Stokes McIntyre (coproduttore)

## Doppiatori italiani
Nelle versioni in italiano delle opere in cui ha recitato, Johnny Whitworth è stato doppiato da:
- Francesco Pezzulli in Ghost Rider - Spirito di vendetta, Mariti imperfetti, Colony
- Massimo De Ambrosis in Hell's Kitchen - Le strade dell'inferno, Blindspot
- Roberto Draghetti in Valentine - Appuntamento con la morte
- Fabrizio Vidale in The Shield
- Loris Loddi in Cold Case - Delitti irrisolti
- Francesco Bulckaen in Senza Traccia
- Edoardo Stoppacciaro in Limitless
- Francesco Prando in CSI: Miami
- Andrea Lavagnino in Deadly Spa - Weekend da incubo
- Stefano Crescentini in The 100
- Fabrizio Vidale in The Shield
- Simone Crisari in Numb3rs
- Enrico Di Troia in Gamer